# Губино (Самарская область)
Губино — село в Сызранском районе Самарской области в составе сельского поселения Усинское.

## География
Находится на правом берегу реки Уса на расстоянии примерно 17 километров по прямой на северо-восток от северной границы районного центра города Сызрань.

## Население
Постоянное население составляло 147 человек в 2002 году (русские 93%) ,  194 в 2010 году.